# پیرانگاری (آرایه‌شناسی)
در طبقه‌بندی زیست‌شناختی، پیرانگاری (به انگلیسی: Circumscription) محتویات یک آرایه است، یعنی تعیین حدود آن آرایه‌های فرعی که بخشی از آن آرایه هستند. اگر مشخص کنیم که گونه‌های X, Y و Z متعلق به سرده A هستند و گونه‌های T, U، V و W متعلق به سرده B هستند، اینها محدودیت‌های ما برای آن دو سرده است. آرایه‌شناس دیگری ممکن است تعیین کند که T, U، V, W، X, Y، و Z همگی به سرده A تعلق دارند. توافق در مورد محدودیت‌ها توسط کدهای نام‌گذاری جانورشناسی یا گیاه‌شناسی کنترل نمی‌شود و باید با اجماع علمی به دست آید.